# Buivydiškės

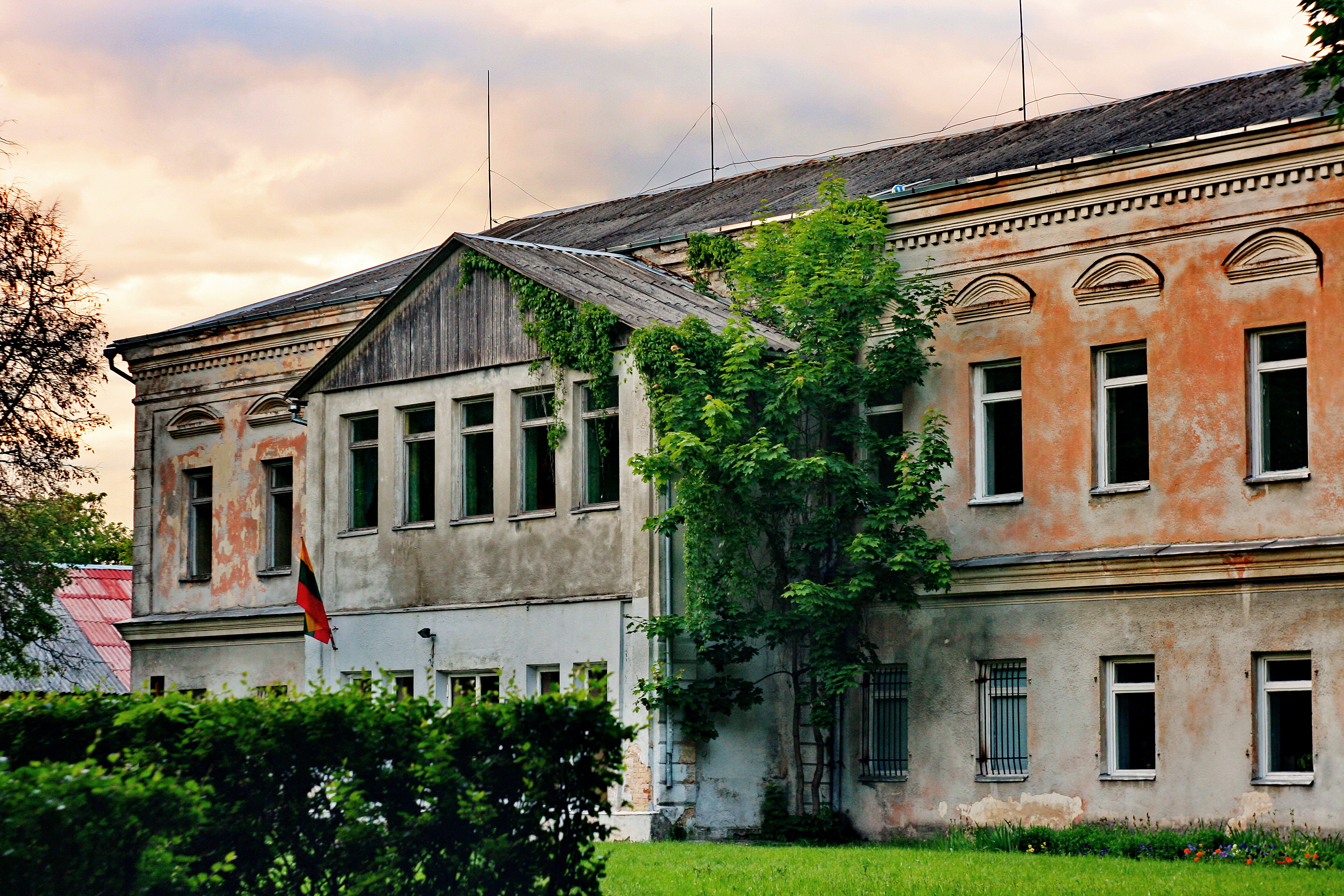
Hof Buivydiškės

Buivydiškės (von litauischem Namen Butvydas + Suffix -iškės) ist ein Dorf im Amt Zujūnai der Rajongemeinde Vilnius, nordwestlich der litauischen Hauptstadt Vilnius. In Buivydiškės gibt es Fakultät für Agrarwissenschaften von Kollegium Vilnius (früher Agrartechnikum Buivydiškės, eine eigenständige landwirtschaftliche Schule), die Hauptschule Buivydiškės, die Grundschule Buivydiškės, das Postamt (LT-14010), den Hof Buivydiškės mit einem Park, den Friedhof. 
Es gibt 1314 Einwohner (2001).